# Arundel (Maine)
Arundel è un comune degli Stati Uniti d'America, situato nello Stato del Maine, nella contea di York.